# Familien Gyldenkål sprænger banken
Familien Gyldenkål sprænger banken er en dansk film fra 1976. Det er den anden film i serien på i alt tre film (den første film i serien hedder blot Familien Gyldenkål, og den sidste hedder Familien Gyldenkål vinder valget).
Filmen er instrueret af Gabriel Axel og skrevet af Poul-Henrik Trampe
Filmen solgte 905.332 billetter, og den er dermed blandt de bedst sælgende danske film nogensinde.

## Medvirkende
- Axel Strøbye
- Kirsten Walther
- Birgitte Bruun
- Martin Miehe-Renard
- Karen Lykkehus
- Jens Okking
- Bertel Lauring
- Volmer-Sørensen
- Ole Monty
- Grethe Sønck
- Kjeld Nørgaard
- Gyrd Løfqvist
- Poul Thomsen
- Birger Jensen
- William Kisum
- Gabriel Axel

## Eksterne links
- Familien Gyldenkål sprænger banken på Internet Movie Database (engelsk)
- Familien Gyldenkål sprænger banken på Filmdatabasen
- Familien Gyldenkål sprænger banken på danskefilm.dk
- Familien Gyldenkål sprænger banken på danskfilmogtv.dk
- Familien Gyldenkål sprænger banken i Svensk Filmdatabas (svensk)
- Familien Gyldenkål sprænger banken på MovieMeter (nederlandsk)
- Familien Gyldenkål sprænger banken på AllMovie (engelsk)
- Familien Gyldenkål sprænger banken på The Movie Database (engelsk)
- Familien Gyldenkål sprænger banken på Filmaffinity (engelsk)